# Finkenherd 5 (Quedlinburg)

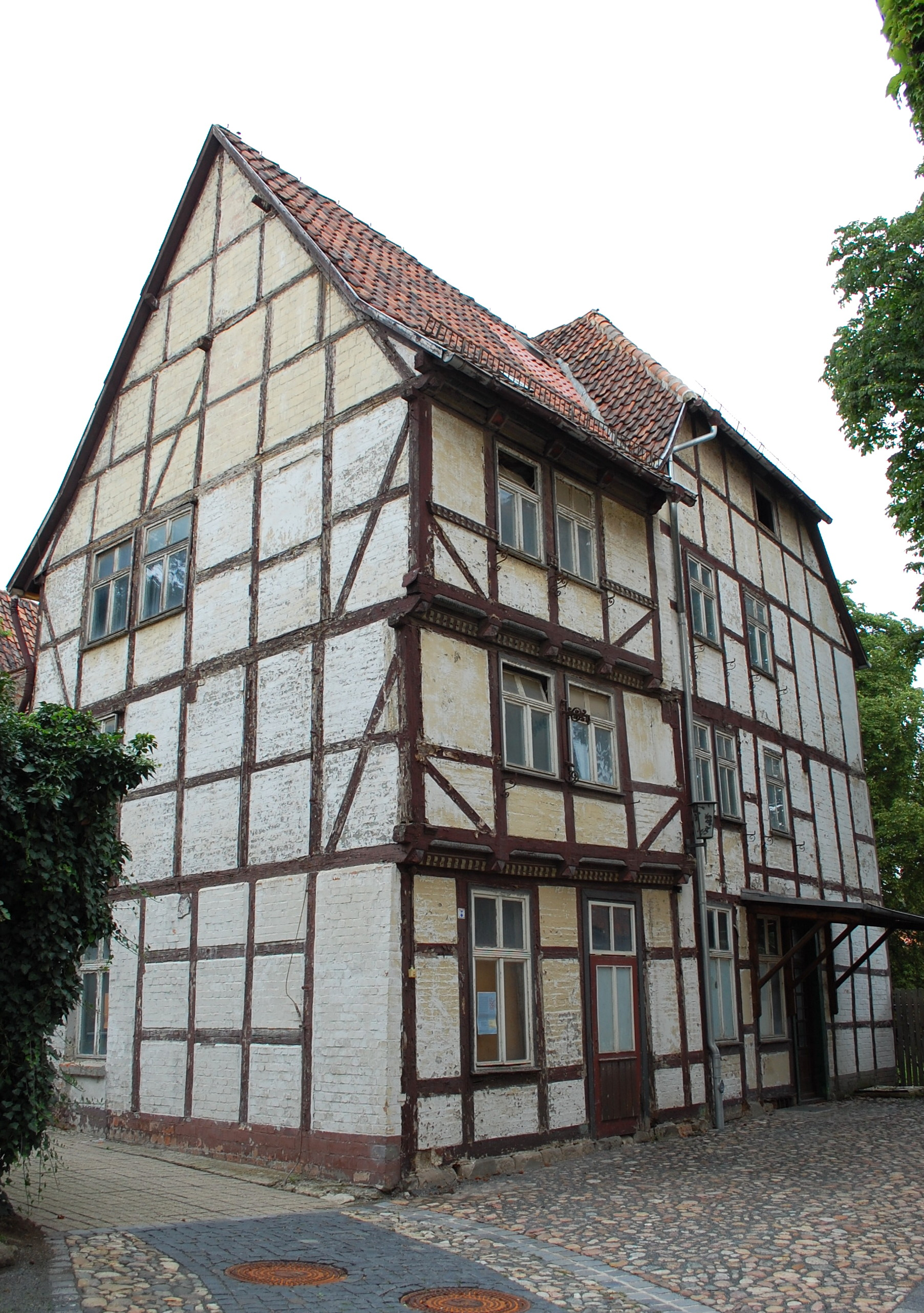
Haus Finkenherd 5

Das Haus Finkenherd 5 ist ein denkmalgeschütztes Gebäude in der Stadt Quedlinburg in Sachsen-Anhalt und gehört zum UNESCO-Weltkulturerbe.

## Lage
Es befindet sich an der Nordseite des Quedlinburger Schlossbergs im Stadtteil Westendorf. Im Quedlinburger Denkmalverzeichnis ist das Gebäude als Wohnhaus eingetragen.

## Architektur und Geschichte
Das Fachwerkhaus besteht aus zwei jeweils dreigeschossigen Gebäudeteilen. Der ältere steht mit seiner Traufseite zur Straße und entstand in der Zeit um 1640. Die Fachwerkfassade verfügt an den Brüstungs- und Füllhölzern über einen nur selten vorkommenden Konsolenfries. Darüber hinaus bestehen als Verzierungen Schiffskehlen und Pyramidenbalkenköpfe. Der giebelständige Gebäudeteil entstand erst um das Jahr 1800.
Im Dachstuhl des nördlichen Teils finden sich 30 Bohlen, die Bemalungen aus der Zeit des Barock aufweisen und beim Bau des Gebäudes wiederverwendet wurden. Sie liegen auf den Kehlbalken als Belag auf und sind vier Meter lang, bei einer Breite von jeweils 0,3 Metern. Die Sichtseite der Bohlen ist mit Landschaften und Personengruppen bemalt. Es finden sich auch Darstellungen von Schiffen, Wolken und der Sonne. Vermutlich bildeten sie ursprünglich einmal eine bemalte Wand eines Zimmers.